# 레이요나
레이요나(핀란드어: Leijona)는 핀란드의 시계 브랜드이다. 1910년 탐페레에서 J. W. 린드로스가 창업했다. 초기에는 스위스에서 제조된 회중시계를 떼어다 팔았다. "레이요나"는 사자라는 뜻이며, 회사 상징으로 사자 그림을 사용한다.
1919년 페르코 주식회사가 린드로스의 업체를 인수했다. 현재 핀란드에서 가장 널리 판매되는 시계 브랜드이다.